# Emboscada de Akashat
La Emboscada de Akashat fue un asalto bien planeado contra un convoy del Ejército Sirio defendido por soldados iraquíes que ocurrió el 4 de marzo de 2013, mientras el grupo viajaba por la provincia de Ambar, al lado de la frontera con Siria. El grupo terrorista Estado Islámico se adjudicó la responsabilidad de la emboscada el 11 de marzo.

## Preludio
El 1 de marzo de 2013, según el oficial sirio a cargo del cruce fronterizo de Yaarubiyeh, al norte de la frontera con Irak, un hombre que se identificaba a sí mismo como el líder de una facción de la coalición rebelde islamista, le exigió que él y sus hombres se rindieran. El oficial se negó, y el puesto fronterizo, defendido solamente por 70 soldados a pesar de ser uno de los tres puestos principales en la frontera con Irak, recibió un duro ataque que culminó en la muerte de seis de sus hombres. El ataque le obligó a retroceder junto con sus hombres al lado iraquí.
Los 64 soldados fueron detenidos por las autoridades iraquíes y trasladados a Bagdad. Desde ahí, serían devueltos a las autoridades sirias a través del cruce fronterizo de al-Waleed.

## Asalto
El 4 de marzo, mientras el convoy iba de camino al cruce fronterizo de al-Waleed, localizado en la provincia de Ambar, área predominantemente suní, un grupo no identificado preparó un asalto bien coordinado con bombas en la ruta, armas automáticas y granadas propulsadas por cohete. El convoy fue asaltado por ambos lados. Un oficial sirio junto con otros tres que lograron sobrevivir el ataque dijeron que habían sido emboscados por varias bombas en el camino. Los atacantes emergieron por detrás de las colinas al lado de la carretera y atacaron los camiones que llevaban a los sirios con una lluvia de disparos. Un total de 51 soldados sirios murieron, mientras que otros 10 fueron heridos. También murieron 13 soldados iraquíes en el ataque, cuatro de ellos en el hospital.

## Perpetradores
En el momento del ataque, la identidad de los atacantes era desconocida. Los oficiales iraquíes culparon inicialmente al Ejército Libre Iraquí, predominantemente suní y con conexiones con el Ejército Libre Sirio. Este incidente levantó temores con la posibilidad de que Irak fuera arrastrada a la guerra civil que asolaba Siria.
El 11 de marzo, Estado Islámico de Irak y el Levante se adjudicó la responsabilidad por el ataque en un comunicado en línea, indicando que habían planeado la emboscada en la ruta hacia la frontera siria y que habían aniquilado el convoy. El comunicado se refirió al convoy como una «columna del ejército safávida», en referencia a la dinastía persa chií que gobernó Irán desde 1501 hasta 1736. El grupo también aseguró que la presencia de soldados sirios en Irak mostraba la «firme cooperación entre los gobiernos sirio e iraquí».